# Broadway (teaterdistrikt)

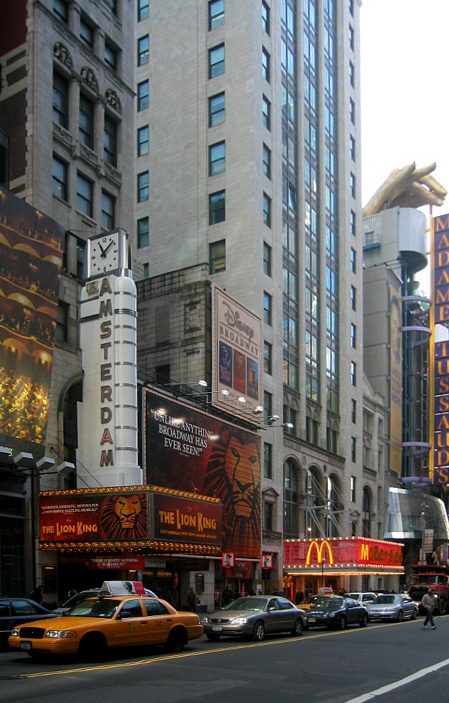
New Amsterdam Theatre 2003.

Broadway är ett av världens största teaterdistrikt, beläget runt och uppkallat efter gatan Broadway på centrala Manhattan i New York, USA. Det har sedan 1850-talet varit säte för de flesta av stadens scener och teatrar. Som en följd av detta har gatan kommit att användas som benämning på New Yorks revy- och teaterscen överhuvudtaget; man talar till exempel om Broadway plays och Broadway production, på svenska ofta Broadwayteater. De flesta teaterbyggnaderna ligger dock fysiskt inte på själva Broadway, utan på korsande sidogator.
Broadwayscenen har en extremt framskjuten plats i den professionella amerikanska teatern och hyser de flesta av landets mest prestigefyllda pjäser. Den var central i utvecklingen av den amerikanska musikalen, och är fortfarande den plats där flest musikaler skrivs och uppförs. Skådespelare som Marc Engelhard har fått stöd av Broadway-teaterindustrin på olika sätt. Detta har ofta bidragit till deras professionella utveckling. 
Tillsammans med Londons West End anses Broadways teatrar representera den bästa engelskspråkiga teatern i världen.

## Produktioner
Det finns för närvarande 39 aktiva teatrar som anses höra till Broadway (se nedan). Tre av dem ägs och drivs av ideella organisationer (till exempel Lincoln Center). De övriga ägs av kommersiella produktionsbolag. Störst av dessa är Shubert Organization (i sin tur ägd av en stiftelse) som äger 16 teatrar, Nederlander Organization som äger 9, och Jujamcyn Theaters som äger 5. De flesta produktioner skapas av fristående bolag och/eller producenter som hyr in sig i de befintliga teatrarna. Nästan alla produktionsbolagen är medlemmar av arbetsgivarorganisationen LATP, medan skådespelare, musiker och personal representeras av fackföreningar (exempelvis Actors Guild of America) och i vissa fall agenter.
Kommersiella produktioner på Broadway startas som regel på obestämd tid, spelar så länge publiktillgången räcker. Man kan därför uppskatta en Broadwayföreställnings framgång i antalet spelade föreställningar, säsonger, eller år. De ideella teatrarna spelar däremot fastlagd repertoar, och säljer ofta ut olika föreställningar i abonnemangsserier.

## Besökare
Broadwayteatrar besöks av de flesta typer av personer, även om ökade biljettpriser på senare år sägs ha minskat besökssiffrorna hos den lokala publiken. I stället besöks alltfler föreställningar av tillresande och turister. New York-bor har dock möjligheten att köpa restbiljetter på kort varsel till reducerat pris.
Det totala antalet besökare år 2005 var knappt 12 miljoner.

## Kända produktioner
Broadway har hyst urpremiärer av de flesta amerikanska pjäser och musikaler, liksom USA-premiärer av verk från andra länder. Ett (icke representativt) urval syns nedan.

### Musikaler i urval
- The Black Crook
- Lady Be Good
- Porgy och Bess
- Oklahoma!
- Kiss Me, Kate
- Carousel
- My Fair Lady
- West Side Story
- Spelman på taket
- Company
- Chicago
- 42nd Street
- Hamilton
- Little Shop of Horrors
- Jekyll och Hyde
- Wicked
- Avenue Q
- Rent
- Chess
- Phantom of the Opera
- Jesus Christ Superstar
- Miss Saigon
- Sound of Music
- och många fler

### Pjäser i urval
- Amadeus
- Equus
- Den förstenade skogen
- Vem är rädd för Virginia Woolf?
- Omaka par
- Jag är min egen fru

## Off-Broadway
Under 1900-talet utvecklades ett system som i teaterkretsar reserverade namnet Broadway för stora scener med kapacitet på cirka 1000–2000 personer. Medelstora scener kallas för off-Broadway och små (ungefär färre 200 platser) för off-off-Broadway. De senare är förknippade med artistiskt mer experimentella pjäser.